# Römische Villa Loig

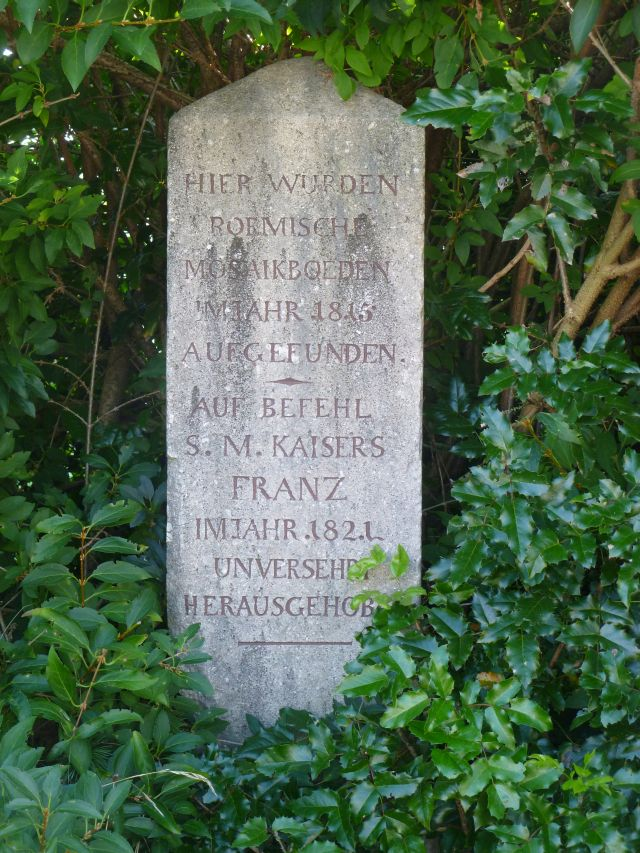
Römerstein auf dem Loiger Feld

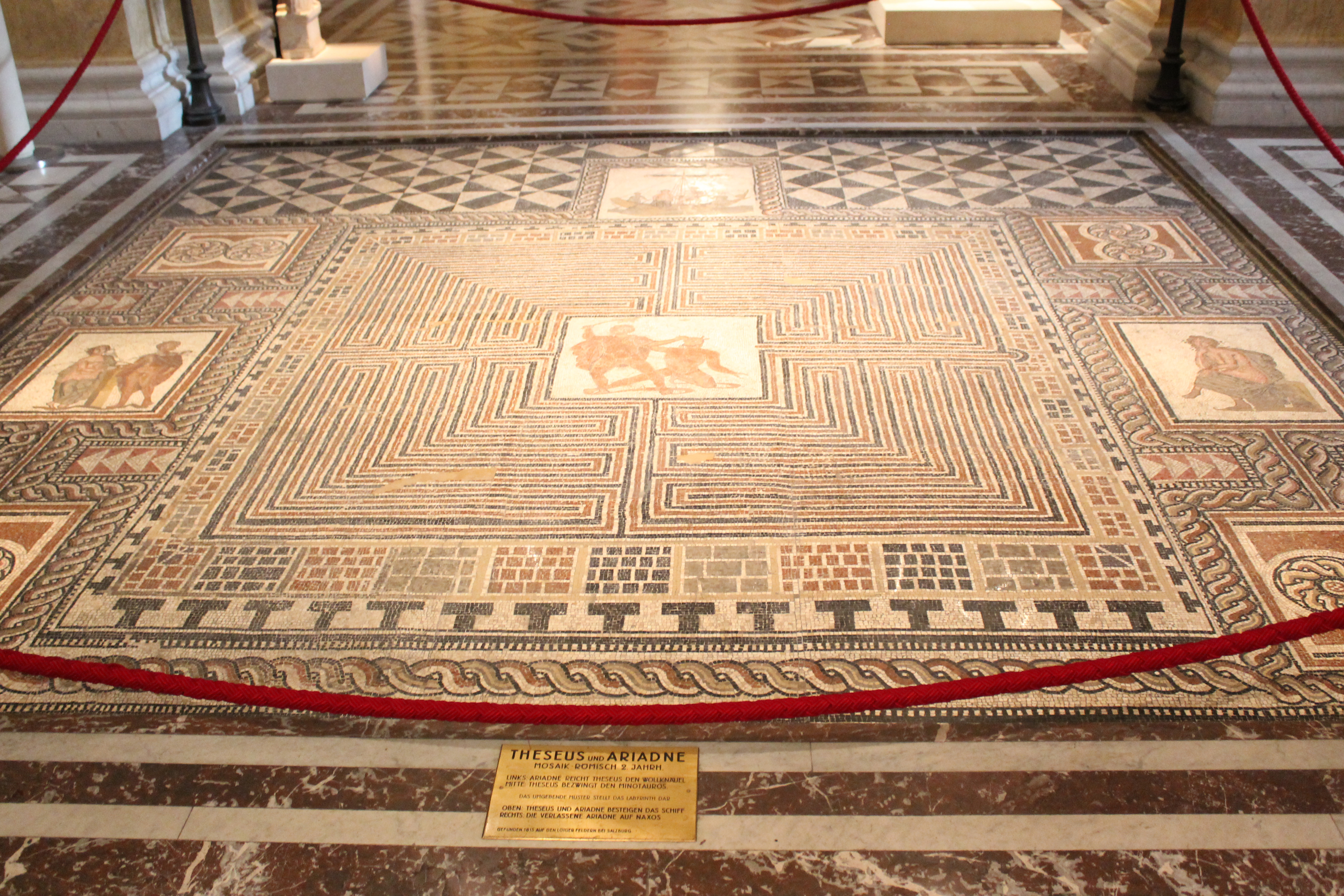
Das Theseus-Mosaik im Kunsthistorischen Museum

Die Römische Villa Loig ist eine Villa rustica, ein römisches Landhaus, in Loig, einem Ort in der Gemeinde Wals-Siezenheim in Salzburg. Sie wurde 1815 entdeckt, der Fundort ist heute nur durch einen Römerstein dokumentiert.

## Geschichte der Villa
Das keltische Reich Noricum wurde 15 v. Chr. von den Römern im Alpenvorland kampflos eingenommen. An der Stelle des heutigen Salzburgs wurde das römische Juvavum erbaut, in dessen Umland sich zahlreiche landwirtschaftliche und handwerkliche Betriebe ansiedelten. So wurde auch die fruchtbare Gegend von Wals und Siezenheim von Römern besiedelt; wobei der Name Loig auf die Bezeichnung lateinisch leug verweist, womit ein warmes Bad gemeint ist, das die Römer in ihren Häusern anlegen ließen. Auf dem Loiger Feld wurden die kunstvoll gestalteten Reste einer palastartige Villa (Ausmaße 170 mal 70 Meter) mit angeschlossenen Handwerksbetrieben ausgegraben.

## Grabungsgeschichte
Die Villa wurde 1815, während der kurzen Zugehörigkeit Salzburgs zu Bayern (Salzachkreis) entdeckt und anfänglich von Archäologen der Bayerischen Akademie der Wissenschaften ausgegraben.
Die ersten Grabungen führte der bayerische Hofrat und Professor Friedrich Thiersch durch. Von österreichischen Archäologen wurden die Ausgrabungen 1816 fortgesetzt. Man fand dabei ein wunderbares Theseus-Mosaik und weitere spätrömische Reliefplatten mit Delphin-Darstellungen, die aus dem 3. Jahrhundert n. Chr. stammen; die Letzteren sind im Salzburg Museum ausgestellt. Das Theseus-Mosaik wurde 1821 von dem Direktor des Münz- und Antikenkabinetts, Steinbüchl, nach Wien gebracht. Zuerst sollte es im Oberen Belvedere als Mosaikboden eingebaut werden, dann kam es aber in das Kunsthistorische Museum.
Teile des Mosaiks sind beim Transport allerdings beschädigt worden, sodass nicht der ganze Boden erhalten ist. Ursprünglich hatte das Mosaik ein Ausmaß von 6,36 mal 5,50 Metern. Es stellt in der Mitte die Tötung des Minotaurus durch Theseus dar. Darum herum wird das Labyrinth dargestellt, aus dem Theseus mit Hilfe des Fadens der Ariadne wieder herausfinden konnte. Die Darstellung des Schiffs mit den Gefährten findet sich im oberen Teil des Mosaiks. Hier ist auch eine trauernde Ariadne abgebildet. Das Labyrinth war von einem schwarzweißen Bandkreuzgeflecht sowie einem Streifen mit Amazonenschilden (Pelten) umrahmt. Dieser Peltenstreifen wurde in Wien entfernt und an dessen Stelle wurde ein Bandkreuzgeflecht eingefügt, das sich um das Bild dreht. Die heutigen Maße betragen nur mehr 4,10 mal 4,20 Meter.
Der Römerstein erinnert an die Freilegung der Villa in Loig. Die Loiger Felder sind zwischenzeitlich mit einer Wohnsiedlung überbaut. Seit jüngsten Jahren wird vor Ort die Fundstelle auch in der Bachschmiede Wals dokumentiert. 
Der Fundplatz steht unter Denkmalschutz.